# 小倉清
小倉 清（おぐら きよし、1932年9月10日 - ）は、日本の精神科医・精神分析家。日本精神分析協会元会長。日本思春期青年期精神医学会元会長。和歌山県新宮町（現在の新宮市）生まれ。

## 略歴
- 1932年 和歌山県に生まれる
- 1958年 慶應義塾大学医学部卒業
- 1959年 - 1967年 アメリカ留学。ニューヨーク州グラスランド病院、フェアフィールド州立病院、 イエール大学精神科、 メニンガークリニックなどで主に児童精神医学を専攻
- 1967年 関東中央病院精神科勤務
- 1972年 東京大学医学部非常勤講師[2]
- 1980年 関東中央病院精神科部長就任、長谷川精神医療教育研究所所長
- 1996年 クリニックおぐら開設[1]

## 学会
- 日本精神分析協会
- 日本児童青年精神医学会
- 日本思春期青年期精神医学会
- 児童分析臨床研究会

## 著書
- 問題少年 医学書院 共著
- 小児の情緒障害 医学書院 共著
- 精神衛生 東京書籍 共著
- 『児童精神医学総説 2』安田生命社会事業団 1979
- 『こころの世界「私」はだれ？』（彩古書房）1984年
- 『子どものこころ その成り立ちをたどる』（慶応義塾大学出版）1996年
- 『小倉清著作集』岩崎学術出版社 2006年-

1-2 子どもの臨床 2006年
3 子どもをとりまく環境と臨床 2008年
別巻1　児童精神科ケース集 2008年
- 『子どもの精神科医五〇年』論創社　2012

### 共編著
- 『子どもの精神療法－乳幼児から青年期まで』編著（岩崎学術出版）1980年
- 『初回面接』編著（星和書店）1980年
- 白橋宏一郎（編）、小倉清（編）『児童精神科臨床2 治療関係の成立と展開』星和書店、1981年6月。ISBN 9784791100453。
- 『親子関係の理論２ 家族と社会』編著（岩崎学術出版）1985年
- 『子どもの心身症』共著（岩崎学術出版）1987年
- 『精神保健 幼児教育科・保育科・保母養成課程用（新現代幼児教育シリーズ）』編著（東京書籍）1994年
- 『摂食障害 拒食と過食』狩野力八郎と責任編集　岩崎学術出版社　1994　思春期青年期ケース研究
- 『治療者としてのあり方をめぐって』土居健郎共著　チーム医療　1995、新版・遠見書房　2017
- 『女性と思春期』中村留貴子・渋沢田鶴子と責任編集　岩崎学術出版社　2000　思春期青年期ケース研究
- 『子どものこころを見つめて 臨床の真髄を語る』村田豊久対談 小林隆児聞き手　遠見書房　2011

## 関連人物
- 皆川邦直
- 白橋宏一郎